# Rexho Mulliqi
Mulliqi, Rexho (Mullaj, Rexho, ur. 18 marca 1923 w Gusinje, zm. 10 lutego 1982 r. w Prisztinie) – kompozytor jugosłowiański z Czarnogóry.
Ukończył naukę w medresie w Skopje, a później w latach 1941-1944 uczył się w szkole średniej w Prisztinie. W 1948 r. rozpoczął studia na wydziale kompozycji pod kierunkiem Marko Trajcevica w Akademii Muzycznej w Belgradzie, ale ich nie ukończył, gdyż z powodów politycznych został uwięziony na 33 miesiące. W latach 1957-1958 uczył teorii muzyki w szkole muzycznej w Prizren i pełnił funkcję dyrygenta chóru SHKA Agimi (Shoqëria Kulturore Artistike Agimi), pierwszego stowarzyszenia muzycznego Albańczyków w Kosowie. Mulliqi pracował w dziale muzycznym Radia Prisztina i dyrygował jego chórem.
Jego żoną była Nexhmije Pagarusha, śpiewaczka nazywana słowikiem Kosowa, wykonująca repertuar klasyczny, jak i ludowe pieśni albańskie.

## Twórczość
Jego twórczość kompozytorska obejmuje wiele gatunków muzycznych - od pieśni ludowych, pieśni chóralnych a cappella oraz z towarzyszeniem orkiestry, przez kompozycje kameralne po muzyke orkiestrową i sceniczną (z wyjątkiem opery). Jego najsłynniejszym dziełem jest Symfonia nr 2, nagrana przez Orkiestrę Symfoniczną Radia w Lublanie w 1972 roku.
Komponował utwory chóralne oparte na albańskich melodiach ludowych - zharmonizował i stylizował ponad 50 pieśni ludowych, wśród których wyróżniają się: „Një lule” na sopran solo, chór i orkiestrę, „Lulëzoi fusha lulezoi mali” na dwóch solistów, chór i orkiestrę oraz „Biała lilia” na solistę, chór i orkiestrę. Był też kompozytorem piosenki Baresha (Pastereczka) do słów Rifata Kukaja, jednej z najpopularniejszych w repertuarze Nexhmije Pagarushy. Utwór „Poema për ata”jest  pierwszą kantatą skomponowaną w Kosowie. 
Do utworów programowych, które opisują piękno różnych miejsc w Kosowie, można zaliczyć Akularelet e Prizren, dwie symfonie (pierwsza niedokończona, druga „Kosovarja” - pierwsza symfonia kosowskich Albańczyków) oraz Pastorale.
Zainteresowanie muzyką sceniczną widać w dwóch baletach: Nita (niedokończony) oraz Legienda nad ngadhanjimin. Tworzył także muzykę do filmów Era dhe Lisi, Uka i Bjeshkeve te Nemuna, Nita, Fosilet i innych.

### Wybrane utwory
Symfonia nr 1, 1955
Elegia na skrzypce i fortepian, 1955
Legjenda na wiolonczelę i fortepian, 1956
Pastoralja dhe loja na orkiestrę, 1956
Vendi im na chór mieszany 1957
Vjeshta na chór mieszany, 1958
Akuarelet e Prizrenit na orkiestrę smyczkową, 1958
Baresha na głos i orkiestrę
Poema per ata - kantata na głos, flet prosty, chór mieszany i orkiestrę, 1961
Symfonia nr 2, Kosovarja, 1972
Nita balet, 1975
Legjenda mbi ngadhenjimin, ballet
Muzyka do filmu Era dhe Lisi, 1979